# معركة إينونو الأولى
 معركة إينونو الأولى  كانت أول معارك الحرب التركية اليونانية (1919-1922)، وهي جزء من حرب الاستقلال التركية. دارت المعركة من 06-11 يناير 1921، قرب اسكيشهر في الأناضول.

## المعركة
بدأت قوات الاستطلاع اليونانية بقيادة بابولاس التحرك من قاعدتها في بورصة (مدينة) نحو اسكيشهر في أوائل يناير عام 1921. بدأت المعركة بالهجوم اليوناني على مواقع قوات عصمت إينونو بالقرب من محطة للسكك الحديدية في إينونو في 6 يناير 1921، واستمر القتال حتى حلول الظلام. في 10 يناير، بدأت القوات اليونانية في التحرك على طول خط كوفالكا-اكبينار، وقوات أخرى من أزمير تتحرك في اتجاه ينقوي-تيكي-هايري، وقوات ثالثة تتحرك على خط سوجوت-جوندوز بيه.
دفعت اليونانيون أفضل تجهيزاتهم نحو السكك الحديدية مستفدين من الضباب نحو الأتراك المتمركزين هناك، واستولوا على التلة المشرفة على الموقع والمسماة «ميتريستيب» حيث استمر القتال حتى الثانية ظهراً.
بناءً على طلب قائد الجبهة الغربية عصمت إينونو، أعطى فوزي جاكماق الأوامر بالانسحاب إلى خط بسكارديسدجاي- زمزمي- أوكلوبالي، ونقل مقر القيادة إلى كوكرهيسار.
بعد الاستيلاء على خط اكبينار - كوفالكا، توقف هجوم اليونانيين وتمركزوا في مواقعهم، لمراقبة الموقف التركي الذي تلقّى التعزيزات. وأدركوا أن الأتراك عقدوا العزم على القتال وعدم التراجع بأي حال. ولشعور اليونانيون بأنهم غير مستعدون تماماً لمواجهة كبرى مع قوة كبيرة، أخلى اليونانيون مواقعهم بالقرب إينونو، وانسحبوا في 11 يناير.

## النتائج
سياسيا، كان للمعركة أثر كبير، فقد كانت حجة للثوار الأتراك للسيطرة على الجيش التركي. ونتيجة لأدائه في المعركة، تمت ترقية الكولونيل عصمت إينونو لرتبة الجنرال. وساعدت أيضاً المكانة التي اكتسبها الثوار في أعقاب المعركة، لإعلانهم عن أول دستور في 20 يناير 1921. دولياً، أثبتت المعركة أن الثوريين الأتراك قوة عسكرية. في أعقاب المعركة، ساعدت المكانة التي اكتسبها الثوار على بدء جولة جديدة من المفاوضات مع الروس التي انتهت بمعاهدة موسكو في 16 مارس 1921.
الجولة الثانية من هذه المعركة الصغيرة، كانت معركة إينونو الثانية في غضون شهر وفي المنطقة نفسها، وبعد مؤتمر لندن الذي فشل في تسوية الخلافات بين الجانبين.